# Крис Ларсгард
Крис Ларсгард (на английски: Chris Larsgaard) е американски писател на произведения в жанра трилър.

## Биография и творчество
Кристофър „Крис“ Херман Ларсгард е роден през 1967 г. в Сан Франциско, Калифорния, САЩ. Завършва Университета на Калифорния. След дипломирането си от 1992 г. работи като частен детектив към детективска агенция специализирана в разследвания по наследствени въпроси и имоти.
Заедно с работата си започва да пише роман въз основа на опита си. Първият му роман „Ловецът на наследници“ е публикуван през 2000 г. Главният герой Ник Мърчант върши амбициозно своята работа, но с това си навлича смъртна заплаха от заинтересовани от наследството лица. Книгата става бестселър и е номиниран за наградата „Шамус“ за най-добър първи роман.
Крис Ларсгард живее със семейството си в Сан Франциско.

## Произведения

### Самостоятелни романи
- The Heir Hunter (2000)
Ловецът на наследници, изд.: ИК „Бард“, София (2002), прев. Веселин Лаптев